# Холодна Віра Василівна
Ві́ра Васи́лівна Ле́вченко, у шлюбі Холо́дна (9 серпня 1893, Полтава, Російська імперія — 16 лютого 1919, Одеса, Українська Народна Республіка) — українська кіноакторка епохи німого кіно. Одна з найвідоміших акторок німого кіно, перша акторка німого кіно в Російській імперії.
Знімалася здебільшого у жанрах драми, мелодрами та короткометражного кіно у режисерів Євгена Бауера, Петра Чардиніна та інших. Її партнерами по фільмам були Вітольд Полонський, Володимир Максимов та Осип Рунич.
Уславилася в фільмах: «Пісня тріумфуючого кохання» (1915), «Міражі» (1915), «Життя за життя» (1916), «Забудь про камін…» (1917) та багатьох інших. Збереглися лише пять фільмів за участю Віри Холодної, справжнє число невідоме і може сягати від 50 до 100. Навіть після її смерті у віці 25 років її популярність не вщухала під час російської революції 1917 та громадянської війни. Офіційна версія щодо її смерті від іспанського грипу спричинила низку чуток та міфів.

## Життєпис

### Перші роки
Віра Левченко народилася 5 серпня (за іншими даними — 9 серпня) 1893 року в українському місті Полтава, що на той час входило до складу однойменної губернії Російської імперії. Її батько, Василь Андрійович Левченко, був корінним полтавцем, закінчив словесне відділення Імператорського Московського університету й був педагогом у рідному місті, а мати — Олександро-Маріїнський інститут шляхетних дівчат. Мати, Катерина Сергіївна, була з Москви — там вони познайомились під час навчання. Родина жила скромно, але щасливо. Віра мала сестер — Надію і Софію.
Віра з дитинства любила танцювати та читати вірші. Почала музикувати та охоче демонструвала всі свої вміння друзям та гостям домашнього салону, який тримали батьки. Після смерті дідуся Віри сім'я переїхала в Москву. 1903 року Віра вступила до приватної жіночої гімназії Зінаїди Перепьолкіної, де шляхетні жінки здобували класичну освіту. Їм викладали акторську майстерність, музику, класичні танці, малювання, все це Вірі подобалося. Вона чудово декламувала вірші, співала й акомпанувала собі на фортепіано. Також вона вступила у балетне училище Большого театру, однак згодом була вимушена залишити балет через наполягання бабусі, яка була проти її заняття, і продовжила вчитися у гімназії. Згодом Левченко все ж вирішила стати акторкою. Багато у чому на неї справив враження приїзд у 1908 році у Москву з Санкт-Петербурга однієї з найпопулярніших тоді акторок, Віри Коміссаржевської.
Віра Левченко повернулася знову до гімназії 1905 року, коли мати була вагітна третьою дочкою, Софією, батько застудився й невдовзі помер від пневмонії. І без того не надто забезпечена сім'я опинилася в скруті. Мати теж часто хворіла, і старшій Вірі доводилося піклуватися про молодших сестер. Софія потім згадувала: «Я росла без батька, Віра замінила мені його. Вона зайнялась моїм вихованням і, коли помітила, що я теж люблю сцену, люблю балет, допомогла вступити до балетної школи».
На випускному вечорі гімназії 1910 року Віра Левченко познайомилася з Володимиром Холодним, правником, що захоплювався автоспортом, брав участь в автоперегонах, видавав газету «Авто». У куточку актової зали він пристрасно прочитав їй вірш «Озеро Чад» Миколи Гумільова. Одружилася з ним попри те, що члени обох сімей були проти раннього шлюбу. 1912 року народила доньку Євгенію. Подружжя хотіло ще дітей, однак під час пологів лікарі попередили, що народження другої дитини може бути небезпечним для життя Віри. Тому другу доньку Нонну вирішили вдочерити у 1913. Під час Першої світової війни чоловік пішов воювати на фронт. У той час Віра Холодна почала кар'єру у кінематографі, де здобула велику популярність.

### Початок акторської кар'єри (1914—1916)
Існує кілька версій, як Віра Холодна потрапила в кінематограф. Олександр Вертинський стверджував, що це сталося завдяки йому: мовляв, він якось зустрів її на Кузнецькому мосту, котрим вона щоденно гуляла, й запропонував пробуватись у кіно, вона спершу відмовлялася, потім зацікавилась, і він привіз її на кінофабрику, де показав дирекції.
Після початку Першої світової війни чоловіка мобілізували на фронт, в сім'ї виникли фінансові проблеми. Щоб прогодувати дітей, Холодна зважилася пройти кінопроби у режисера Володимира Гардіна. Гардін зважився взяти її в малій ролі італійки-годувальниці в картині «Анна Кареніна», яка вважалася одним з кращих зразків своєї епохи і де основні ролі грали зірки МХАТу. Але прориву не сталося: режисер подумки поставив діагноз «нічого не вийде» і не зарахував акторку до трупи.
На юну акторку в одному з епізодів звернув увагу співвласник кіноательє Пауль Ернст Тіман і, трохи поміркувавши, дав Холодній рекомендаційного листа до Євгена Бауера, режисера-художника з фірми-конкурента, кіноательє «О.Ханжонков і Ко». Так навесні 1915 року кінокар'єра Холодної отримала потужне прискорення — Бауер розгледів її прихований талант. «Я знайшов скарб», — оголосив Бауер і одразу взявся до зйомок фільму з Вірою Холодною у головній ролі. Це була «Пісня торжествуючого кохання» за повістю Івана Тургенєва. Саме завдяки цьому фільму Холодна здобула успіх і славу. Фільм «Життя за життя» з нею у головній ролі демонструвався по два місяці поспіль у багатьох кінотеатрах через великий попит публіки. Акторка почала отримувати листи від незнайомців з освідченнями в коханні та погрозами самогубства.
В картину Холодна вписалася ідеально, всі учасники знімального процесу погодились: манера і стиль акторки безпомилково доповнюють картину. Продюсер і власник кіноательє Олександр Ханжонков теж передбачав успіх. Продивившись робочі матеріали, ще до монтажу він уклав з 22-річною Холодною контракт на три роки. Прем'єра картини «Пісні…», що відбулася в серпні 1915 року, стала сенсацією. Віра Холодна прокинулась знаменитою. Захоплений її талантом, Бауер, не чекаючи рішення кінопродюсерів, ще до монтажу першої картини, одразу ж взвся за другу за її участі — мелодраму «Полум'я неба». Фільми вийшли на екрани практично одночасно.

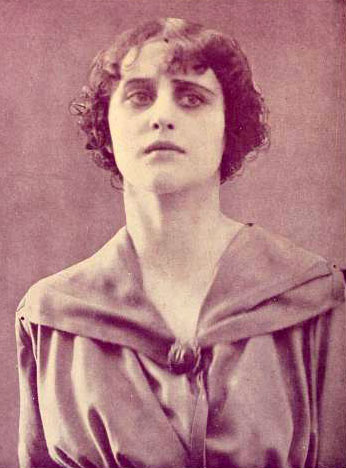
Віра Холодна в Moving Picture World, 1917

Так серед салонних кінопідробок з'явилась справжня німа королева «драм жіночої душі». Віра Холодна ідеально втілювала героїнь цього жанру: молода, тендітна, з великими сумними очима. І, навіть майже не граючи, викликала хвилю співчуття, глибокий емоційний відгук. Впливовий пан Ханжонков зазначив: «Чуйка художника не підвела Євгена Бауера — молода, не обтяжена навіть театральним досвідом Віра Холодна прекрасними сірими очима і класичним профілем справила сенсацію й потрапила у когорту кінозірок». Дебютантку дуже скоро перевели з категорії «акторка, що подає надії» у «великий талант». Вже за рік вона знімалася у 13 фільмах — приблизно кожні три тижні виходив новий.
Щоб вгамувати натовп, який бив вікна й зривав з петель двері в кінозалі «Ампір» у Харкові, довелося викликати загін кінних драгунів. Кіноділки, як імперські, так і закордонні, пропонували їй великі гонорари, щоб вона погодилася знятися у їхніх проєктах. Профільні журнали співали їй дифірамби: «У грі артистки Віри Холодної помітно тонке розуміння умовностей екрану, що навіть із боку суворих критиків викликає найсхвальніші відгуки». Імператриця Олександра Федорівна подарувала Холодній шпильку з діамантами.
Згодом Віра Холодна отримала звістку про поранення чоловіка на фронті. Вона покинула зйомки та подалася шукати шпиталь під Варшавою, куди він потрапив. За словами лікарів, він навряд чи мав вижити. Холодна багато часу провела у шпиталі і через якийсь час чоловік одужав.
До 1916 року Віра Холодна змінила статус зірки першої величини на трон «королеви екрану». Він закріпився за нею після виходу стрічки «Життя за життя», яка стала мегапопулярною: сеанси принаджували таку кількість охочих, що вперше у практику місцевої кіноіндустрії довелося впровадити попередній запис на квитки (бронь).
Окрім портретів у дорогих журналах, де кінозірка позувала в розкішних вбраннях, свою справу зробили й демократичні листівки з її зображенням — вони друкувались величезними накладами й замінювали жінкам модний «глянець». Ці серії листівок представляли Холодну в різних образах (вечірні сукні, хутра, капелюшки, ромські вбрання, чоловічий костюм) й органічно об'єднували дві різні аудиторії — luxury й casual. Її вирізняв витончений оригінальний смак — ще за часів скрути вона сама створювала собі фасони й шила вбрання, в тому числі й капелюшки. І навіть у парфумах виявляла винахідливість — саме Віра Холодна запровадила моду на змішування ароматів. Просто на шкірі змішувала два парфуми — французьку трояндову настоянку «La Rose Jacqueminot Coty» й англійський одеколон «Fashion Decree» від «Atkinsons Оf London» (він був улюбленим ароматом і Сари Бернар). Завдяки цьому Холодна отримувала тільки їй притаманний гіркувато-солодкий запах, в якому спліталися нотки китайської магнолії, індонезійських пачулі та марокканської троянди.

### На зорі слави (1916—1919)

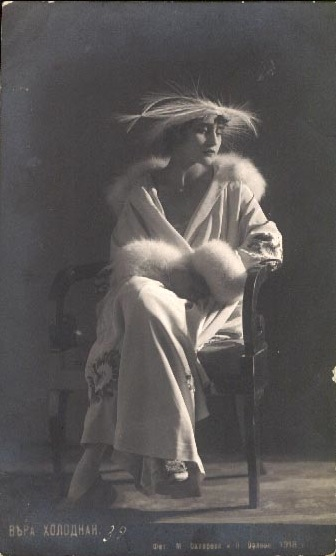
Віра Холодна в 1918 році

Протягом року ім'я Віри Холодної було трендом від кіноательє «О.Ханжонков і Ко», потім вона перейшла на студію «Торговий дім Харитонова». 1916 року у власника фірми «Ханжонков и Ко», Олександра Ханжонкова, де працювала зірка, з'явився конкурент — Дмитро Харитонов, харківський кінопідприємець, власник кінотеатру і прокатної контори «Аполло» в Харкові, з філіалами в Одесі, Ростові-на-Дону, Києві, Санкт-Петербурзі; фінансував у Харкові зйомки фільмів, вкладав гроші в екранізацію творів українських авторів. Він відкрив у Москві кіноательє, але не мав людей, які вміли професійно робити кіно. Саме тому серед місцевих кіновиробників доволі скептично поставилися до нового конкурента. Однак, Харитонов запропонував найкращим операторам, режисерам і артистам, які працювали у Ханжонкова, перейти до нього за набагато вищу платню. Холодна перейшла до кіноательє Харитонова пізніше за інших. Позаяк усі друзі вже працювали у Харитонова, а сім'я її потребувала грошей. Він пообіцяв зірці більше творчої свободи, а також підкреслив, що його ательє розташоване неподалік її будинку, тож вона зможе частіше бувати з дітьми. Окрім Холодної, він переманив провідних режисерів, сценаристів й акторів, так само пообіцявши творчу свободу й запаморочливі гонорари. До слова, гонорар акторки за одну картину складав 25 тисяч рублів — приблизно річна зарплатня середнього театрального актора. Схоже, що саме він першим юридично зліпив «систему зірок», згодом спритно запозичену Голлівудом.
Харитонов не перенавантажував своїх людей. Якщо у Ханжонкова знімали в шаленому темпі один фільм за другим, Харитонов давав можливість відпочивати. За період, потрібний Ханжонкову для створення восьми фільмів, у Харитонова знімали три. Саме завдяки цьому у Віри Холодної з'явився час для дітей. 1918-го року вона їде до Одеси для завершення зйомок у фільмах «Княжна Тараканова» та «Циганка Аза». Там вона поєднує зйомки з активною концертною діяльністю.
З 1917 по 1919 рік Віра Холодна знялася в понад 20 фільмах, найвідоміші з яких «Закатовані душі» і «Останнє танго». Серед її фільмографії відомі були стрічки: «Суперниця сестри» (1916), «Живий труп» (1918) та «У каміна» (1917). Окрім зйомок у кіно, Віра Холодна багато виступала на естраді. Давала комерційні концерти, відвідувала благодійні вечори й сама займалася благодійністю, збираючи кошти на користь незаможних колег. Подейкували, що у неї були закохані генерал-губернатор Одеси Гришин-Алмазов та Мішка Япончик.
Жовтневий переворот 1917 року, ознаменований терором та репресіями, змусив багатьох кіномитців тікати від більшовиків. Під виглядом літніх кіноекспедицій багато кінематографістів виїжджають до України — Харкова, Києва, Одеси та Криму. Влітку 1918 року Дмитро Харитонов та його акторська трупа з сім'ями виїхали до Ялти, а 28 червня 1918 прибули до Одеси, де продовжили активно знімати фільми, проводячи натурні зйомки в Одесі та її околицях. Крім Віри Холодної, яку супроводжували сестра Софія і дочка Євгенія, до кіноекспедиції увійшли режисер Петро Чардинін з дружиною та дочкою, актори Володимир Максимов, в Харкові до них приєдналися Йосип Рунич з дружиною — артисткою театру Миколи Синельникова. Через переїзд багатьох зіркових акторів до проголошеної УНР, московська «Кіногазета» написала: «Кращі артистичні сили вивозяться з Москви до нового Запоріжжя». В Одесі зйомки проходили в ательє, яке Харитонов вибудував на Французькому бульварі, на спеціально придбаній ділянці землі.
У листопаді 1918 року Холодна занедужала через нарив у горлі. Одужавши, вона стала активно надолужувати час і взимку паралельно знімалася в трьох фільмах. Крім того, брала участь щонайменше в семи благодійних вечорах, не враховуючи концертів. При цьому міцнин здоров'ям ніколи не відрізнялася.
8 лютого Віра Холодна виступала на благодійному вечорі в театрі, і саме того дня в Одесі вдарили морози. В театрі було холодно, глядачі сиділи в шубах, акторка ж була в концертній сукні. При тому, що вже й тоді почувалася зле, дуже кашляла. Через все це хвороба ускладнилася запаленням легенів, і за 9 днів акторка померла.

### Смерть і поховання

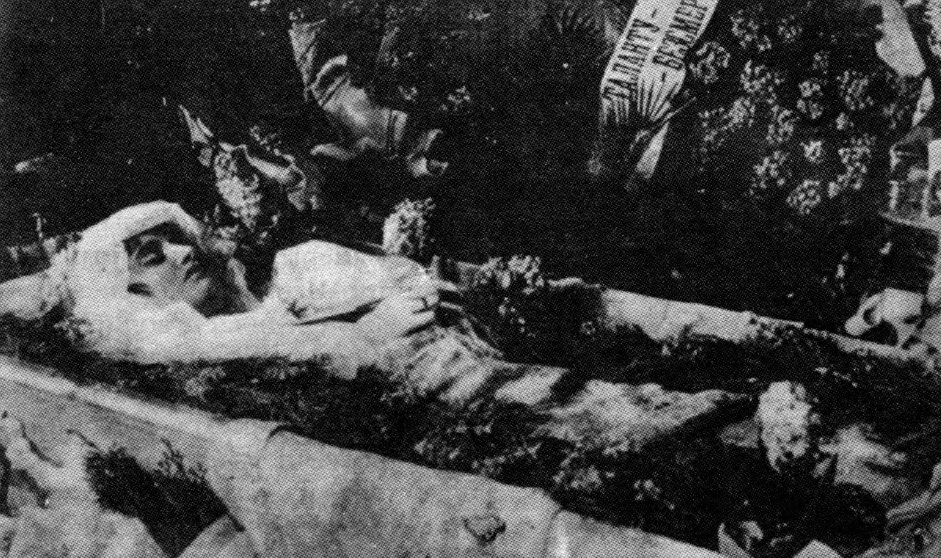
Похорони Віри Холодної

У лютому 1919 року Віра Холодна застудилася і захворіла важкою формою грипу, іспанкою. 16 лютого того ж року, в 25-річному віці, вона раптово померла. Загалом від епідемії «іспанки» тоді помирали мільйони людей, але шанувальники таланту Віри Холодної не могли повірити в таку прозаїчну причину її смерті. Тому з'явилося водночас кілька версій про те, як було «насправді».
Під час похорону в Одесі багато людей проводжало Холодну в останню путь. Похована 19 лютого на Першому Християнському цвинтарі Одеси. 1937 року комуністичною владою цвинтар було зруйновано. На його місці був відкритий «Парк Ілліча» з розважальними атракціонами, а частина була передана місцевому зоопарку. Нині достеменно відомо лише про деякі перепоховання зі Старого цвинтаря, а дані про перепоховання Холодної відсутні.
Володимир Холодний прожив лише кілька місяців та помер від тифу.
Багато хто не вірив, що велика акторка померла. Інших здивувала її посиніла від бальзамувального розчину шкіра. Смерть зірки стала приводом для численних чуток і породила ряд легенд. За однією з версій, її розстріляли як французьку шпигунку; за іншою — акторка задихнулася від запаху отруєних білих лілій, надісланих французьким консулом Енно; відповідно до третьої, Холодну задушив через ревнощі коханець. Чутки посилилися після арешту і розстрілу чоловіка Холодної, проте родина і близькі підтвердили офіційну версію смерті — іспанка. Також ходили чутки, що лікаря шантажували, щоб змусити підписати діагноз «іспанський грип». Навіть ходила чутка, що поховали не Віру Холодну, а невідому жінку, а акторка завдяки інсценуванню смерті втекла за кордон, бо виникла загроза викриття її таємної місії. Був ще один варіант чуток — нібито, акторку викрали, бо на ній було багато дорогоцінних прикрас. Ніяких підтверджень жодній з теорій не знайшлося.

## Творчість
Артистичну кар'єру Віра Холодна почала в аматорській театральній студії, покинувши балетну школу Большого Театру. Балет покинула не сама, а за наказом бабусі, яка вважала балет і акторство несумісними з уявленнями про добропорядність і шляхетність їх родини.
З 1914 року знімалася в кінофільмах, перша (епізодична) роль — в екранізації роману Льва Толстого «Анна Кареніна» режисера Володимира Гардіна. У 1915 році знялася в Євгенія Бауера в картинах «Пісня торжествуючої любові» і «Полум'я неба». Ці картини зробили її відомою, її називали «королевою екрану». За 4 роки знялася в понад 50 фільмах Є. Бауера, В. Гардіна, П. Чардиніна, В. Висковського, Ч. Сабінського («Міражі», «Життя за життя», «Тернистий шлях слави», «Забудь про камін, в ньому погасли вогні», «Мовчи, печале, мовчи», «Останнє танго»).
У кінематографі цієї доби переважали сентиментальні драми, історії про нещасне кохання. Існував навіть відповідний термін, жанр цих мелодрам — «драма жіночої душі». Виникає і новий тип красуні — молода, тендітна жінка з сумними очима, здатна на сильні почуття, але нещасна в коханні і житті. Зовнішнім параметрам цього стереотипу, який пестив і підтримував німий кінематограф, відповідала зовнішність Віри Холодної. Її героїні викликали хвилю співчуття, що зумовило її надзвичайну популярність як кіноакторки. Про свої враження розповідали численні глядачі в листах, щоденниках і спогадах тієї доби. Кінематограф у цю добу швидко випереджав у популярності театр і ставав масовим явищем нової, синтетичної і гамірної культури XX століття.
У квітні 1918 року в складі кіноекспедиції відбула з Москви в Одесу, де знімалася на фірмі «Мирограф», виступала з естрадними номерами — інколи з Л. Утьосовим. Їх глядачами бували Г. Котовський і М. Вінницький (Мішка Япончик).
Віра Холодна присвятила кіно тільки 4 роки. Вона знялася в 50 фільмах, за іншими даними — в 80, але до нашого часу збереглися тільки 5 картин.

### Фільмографія
| Рік  | Оригінальна назва            | Назва українською              | Роль                       |
| ---- | ---------------------------- | ------------------------------ | -------------------------- |
| 1915 | Пламя неба                   | Полум'я неба                   | Таня                       |
| 1915 | Песнь торжествующей любви    | Пісня торжествуючої любові     |                            |
| 1915 | Дети века                    | Діти століття                  | Марія Миколаївна           |
| 1915 | Миражи                       | Міражі                         | Маріанна                   |
| 1915 | Пробуждение                  | Пробудження                    |                            |
| 1916 | В мире должна царить красота | В світі повинна панувати краса | Лія Ванда, артистка        |
| 1916 | Лунная красавица             | Місячна красуня                | Ганна, донька Строєва      |
| 1916 | Жизнь за жизнь               | Життя за життя                 | Ната Хромова               |
| 1916 | Одна из многих               | Одна з багатьох                | Наташа Баришева, курсистка |
| 1916 | Ради счастья                 | Заради щастя                   |                            |
| 1916 | У камина                     | Біля каміну                    |                            |
| 1916 | Шахматы жизни                | Шахи життя                     | Дама півсвіту              |

## Сім'я
Брат Володимира Холодного Микола, став вченим ботаніком зі світовим ім'ям. Він пов'язав своє життя з Україною, став тут академіком. Саме на його честь і названо Інститут ботаніки імені М. Г. Холодного НАН України в місті Київ.

## Пам'ять
- Режисер Вадим Цаліков створив документальну кінострічку «Прощальна краса», присвячену акторці.

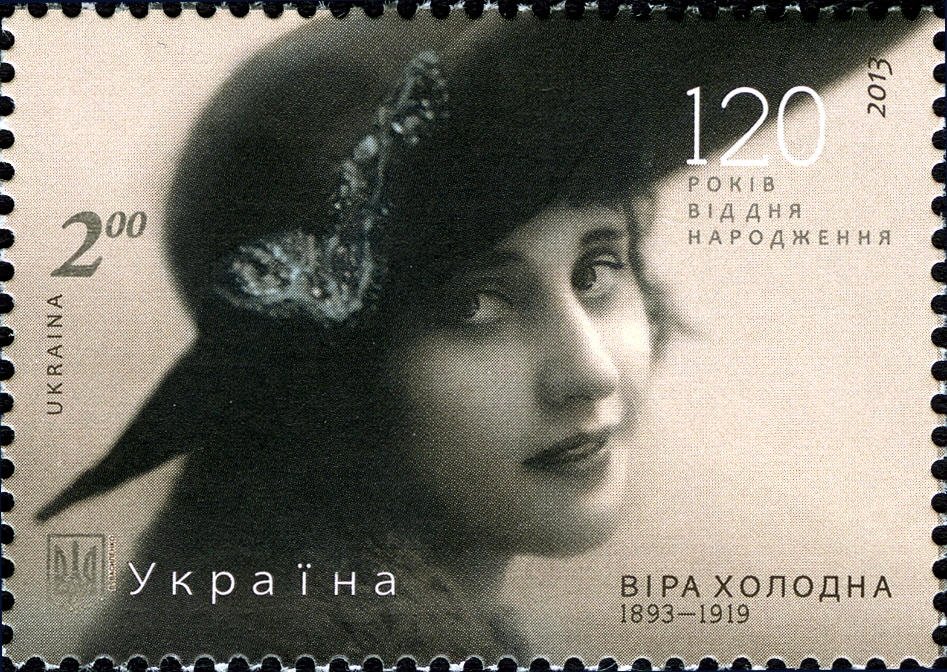
Марка на честь річниці народження актриси

- Марка на честь річниці народження актрисиЗа мотивами життя і кінокар'єри Віри Холодної у 1975 році створено художній фільм «Раба любові» (режисер Микита Міхалков). Головну роль виконала Олена Соловей (емігрувала у США).
- У лютому 1996 року невеличкий майдан на розі одеських вулиць Буніна і Преображенської перейменовано на честь Віри Холодної[13].
- У 2003 році біля будинку в Одесі, де жила і померла акторка, встановлено пам'ятник.
- У 2010 році в Одесі було проведено фестиваль німого кіно та сучасної музики «Німі ночі», один із сетів якого був присвячений Вірі Холодній.
- У 2017 році Юлія Сак створила художній короткометражний фільм, присвячений Вірі Холодній, «Елегія любові. Віра Холодна».[14]
- У 2022 році вулицю Маршала Рокосовського у місті Кременчук було перейменовано на вулицю Віри Холодної у рамках процесу дерусифікації.[15]